# Épées de Grunwald

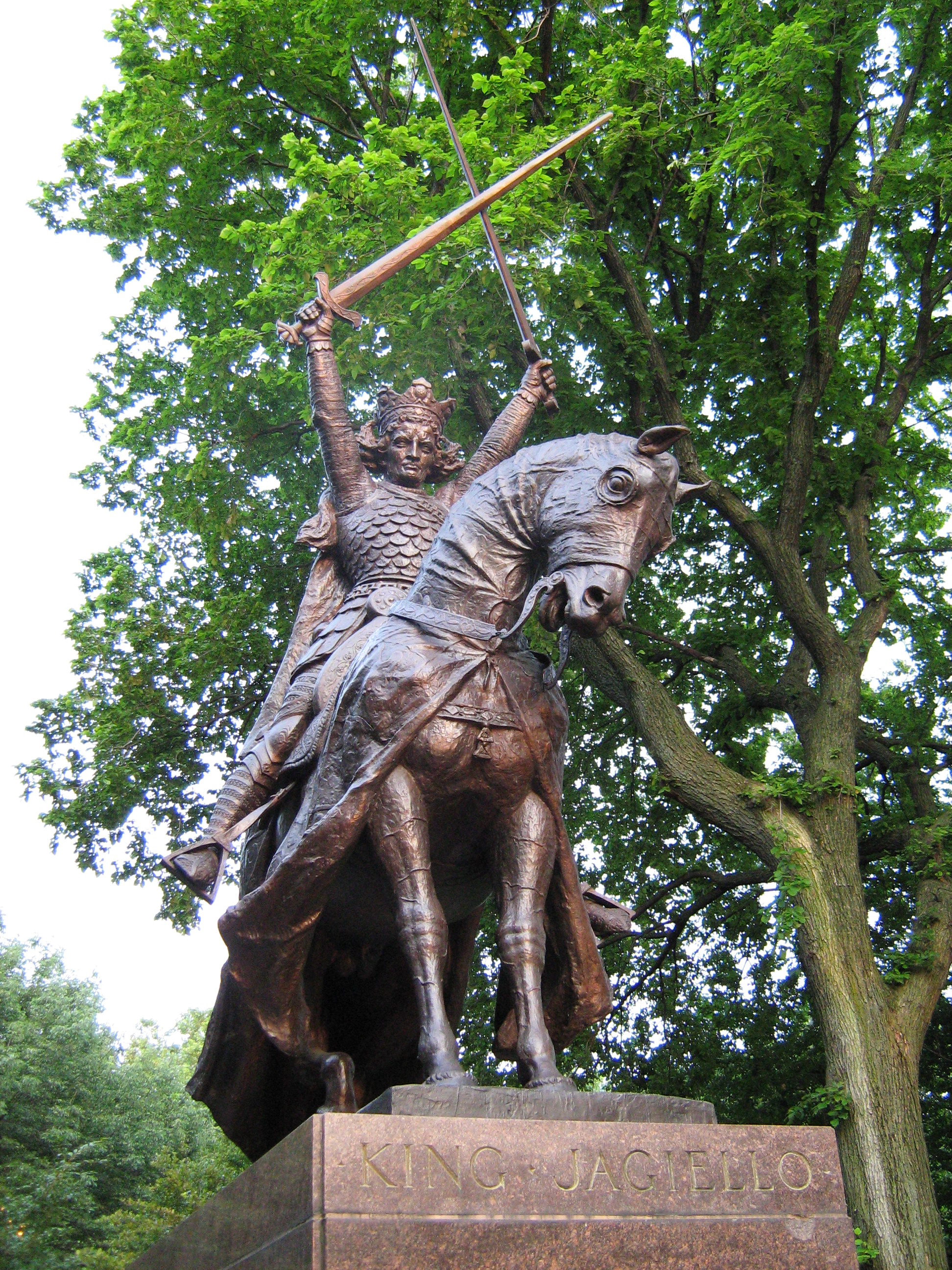
Monument de la bataille de Grunwald à New York, Ladislas II Jagellon avec les deux épées.

Les épées de Grunwald

Les Épées de Grunwald sont deux épées nues envoyées par les hérauts du grand maître de l'ordre Teutonique Ulrich von Jungingen au roi de Pologne, Ladislas II Jagellon et au grand-duc de Lituanie, Vytautas le Grand juste avant la bataille de Grunwald.

## Histoire
Selon la tradition les épées auraient été ramenées au champ de bataille par le commandeur de Tuchel, Heinrich von Schwelborn.
Les épées de Grunwald sont devenues un symbole de la victoire du roi de Pologne sur l'ordre Teutonique et trouvent leur place au trésor royal au château du Wawel à Cracovie. Dès la fin du XVe siècle les rois de Pologne considèrent ces épées comme les insignes du pouvoir, elles sont élevées au rang des épées de la république des Deux Nations, pendant le couronnement elles sont portées devant le roi.
Les épées de Grunwald ne se distinguaient en rien particulièrement. C'étaient des simples épées de combat médiévales à lame plate. Acquises par les Polonais, elles sont par la suite décorées, les poignées sont couvertes d'or, et sur les lames sont apposées des écus portant des armoiries de Pologne et de Lituanie.
En 1795, les soldats prussiens, pillant le trésor royal, n'ayant pas connaissance de leur importance, les ont laissé sur place. Tadeusz Czacki profite de l'occasion et transfère en secret les épées à la collection de Czartoryski à Puławy. Après la chute de l'insurrection de novembre 1830 la collection est liquidée et le nouveau propriétaire des épées devient le curé de la paroisse de Włostowice. Il les cache jusqu'en 1853, lorsqu'une patrouille russe les trouve par hasard et les confisque en tant qu'arme illégale. Envoyées à Zamość  elles y périssent. Leur sort reste jusqu'alors inconnu.

## Symbolique
- Pendant la Seconde Guerre mondiale les épées de Grunwald deviennent un symbole de lutte contre l'occupant allemand. En 1943 est créé l'ordre de la Croix de Grunwald.
- Dans les années 1946-1955 le pavillon de la marine de guerre polonaise comportait les épées de Grunwald[2].
- Les Épées sont aussi présentes sur le blason de la commune de Grunwald
- Les Épées de Grunwald font partie du logo du Conseil de la Défense de la Mémoire et des martyres.